# Пам'ятник Лесі Українці (Телаві)
Пам'ятник Лесі Українці в Телаві —пам'ятник українській письменниці, відкритий 28 листопада 2017 року.

## Історія
1 серпня 2006року  Кабінет Міністрів України прийняв розпорядження N 440-р «Про заходи щодо спорудження пам'ятника Лесі Українці у м. Телаві (Грузія)».
| 1. Погодитися з пропозицією МЗС щодо спорудження у м. Телаві (Грузія) пам'ятника Лесі Українці. 2. Визначити МЗС замовником спорудження пам'ятника. МЗС за результатами проведеного МКТ конкурсу на кращу проектну пропозицію пам'ятника вжити відповідно до законодавства заходів для його спорудження. Фінансування витрат, пов'язаних з проектуванням, виготовленням, транспортуванням та встановленням пам'ятника, здійснюється за рахунок коштів, передбачених для МКТ і МЗС у Державному бюджеті України на 2006 рік. 3. Держмитслужбі здійснити митне оформлення пам'ятника із справлянням митних зборів за нульовою ставкою. |
17 квітня 2008 Кабінет Міністрів України прийняв розпорядження N 621-р «Про заходи щодо передачі в дар адміністрації Телавського муніципалітету (Грузія) пам'ятника Лесі Українці»
| 1. Погодитися з пропозицією МЗС щодо передачі в дар адміністрації Телавського муніципалітету (Грузія) пам'ятника Лесі Українці кошторисною вартістю 635 500 гривень, спорудженого згідно з розпорядженням Кабінету Міністрів України від 1 серпня 2006 р. N 440. 2. МЗС забезпечити вирішення разом з Грузинською Стороною питань щодо передачі в дар пам'ятника Лесі Українці з укладенням відповідного договору. |
Пам'ятник був доставлений із Києва і встановлений у січні 2010 у парку Надікварі, однак заплановане на 14 січня 2010 відкриття пам'ятника було відкладене з ініціативи української сторони.
28 листопада 2017 року Прем'єр-міністр України В. Гройсман здійснив поїздку до регіону Кахеті, під час якої глава українського уряду за участю міністра культури та охорони пам'ятників Грузії М. Гіоргадзе, губернатора регіону Кахеті І. Кадагішвілі та мера м. Телаві Ш. Нарекішвілі офіційно відкрив пам'ятник Лесі Українці в місті Телаві, де видатна українська поетеса жила у 1909—1910 роках і створила такі твори, як « Камінний господар» та «Руфін і Прісцілла».
Цей пам'ятник є авторським витвором українських скульпторів О. Ю. Рубан, В. Р. Липовки та архітектора В. П. Скульського.

## Дивись також
- Пам'ятники Лесі Українці